# Parinoberyx
Parinoberyx is een geslacht van straalvinnige vissen uit de familie van zaagbuikvissen (Trachichthyidae).